# علم سنغافورة
علم سنغافورة هو العلم الرسمي لجمهورية مدينة سنغافورة، اعتُمد رسميا في سنة 1959 عندما مُنحت سنغافورة الحكم الذاتي داخل الإمبراطورية البريطانية وتم اعتماد هذا العلم مرة ثانية عندما نالت سنغافورة استقلالها من الحكم البريطاني في 9 أغسطس من سنة 1965 والعلم السنغافوري مقسم بصورة أفقية إلى اللونين الأحمر والأبيض على التوالي وفي الزاوية اليسرى العليا من العلم يوجد هلال وخمسة نجوم باللون الأبيض وتدل عناصر هذا العلم علي أن هناك دولة فتية صاعدة ويرمز الي الإخاء والمساوة بين الناس والمثل الوطنية.
لا تستخدم السفن في عرض البحر العلم الوطني كراية. وترفع السفن التجارية وقوارب النزهة الراية الوطنية باللونين الأحمر الأبيض مع الهلال ومجموعة من النجوم في المركز. ترفع السفن الحكومية غير العسكرية مثل سفن خفر السواحل راية الدولة باللون الأزرق مع العلم الوطني في الزواية اليسري العليا من الراية محفوفة ببوصلة بحرية باللونين الأحمر والأبيض في الجزء السفلي. وترفع السفن الحربية التابعة للبحرية راية بحرية مماثلة لراية الدولة ولكن لونها أبيض مع بوصلة بحرية حمراء. وتنظم القواعد التي حددتها القوات المسلحة السنغافورية وقانون العلم والنشيد الوطني استخدام العلم الوطني وعرضه. وقد خففت هذه القواعد لكي يسمح للمواطنين برفع الأعلام من المركبات خلال الأعياد الوطنية ومن منازلهم في أي وقت من السنة.

## التاريخ
كانت سنغافورة تحت الحكم البريطاني في القرن التاسع عشر، بعد أن تم دمجها في مستوطنات المضائق جنبًا إلى جنب مع ملقا وبينانق. العلم الذي تم استخدامه لتمثيل المستوطنات هو راية زرقاء بريطانية تحتوي على ثلاثة تيجان ذهبية -واحد لكل مستعمرة- مفصولة بظلال حمراء تشبه حرف "Y" مقلوب.
لم يكن لمستوطنة سنغافورة علم مستقل، على الرغم من أن المدينة منحت شعار النبالة والذي يميزه شعار أسد في عام 1911. وفي فترة احتلال اليابانيين لسنغافورة أثناء الحرب العالمية الثانية، استخدم الجيش العلم الوطني الياباني علي الأراضي السنغافورية خلال المناسبات العامة.
وبعد فترة وجيزة من الحرب العالمية الثانية، أصبحت سنغافورة مستعمرة مستقلة تابعة للتاج البريطاني واعتمدت علمها الخاص.ثم تم تعديل علم مستوطنات المضائق للحد من عدد التيجان من ثلاثة إلى واحد.
أصبحت سنغافورة ذات حكم ذاتي داخل الإمبراطورية البريطانية يوم 3 يونيو 1959. وبعد ستة أشهر عند تنصيب يانغ الجديد دي برتوان نيجارا (رئيس الدولة) في 3 ديسمبرعام 1959، اعتمدالعلم الوطني رسميًا بجانب شعار النبالة والنشيد الوطني (إلى الأمام سنغافورة). ثم أجرى نائب رئيس الوزراء توه تشين تشاي مناقشة عن اعتماد علم وطني في لقاء 1989:
وأنهت لجنة برئاسة توه تصميم العلم في شهرين.وكان يريد توه في بادئ الأمر خلفية العلم بأكملها حمراء ولكن قرار مجلس الوزراء جاء معارضًا لهذا لأن اللون الأحمر يعتبر نقطة تجمع للشيوعية. وبناءً على بيان قدمه لي كوان يو، أرادت الأغلبية الصينية خمس نجوم علي غرار علم جمهورية الصين الشعبية بينما أرادت الأقلية الملايوية هلالًا على غرار علم ماليزيا. فأُدمج كلا الرمزين لإنشاء العلم الوطني في سنغافورة.
في 30 نوفمبر 1959 صدر قانون أسلحة دولة سنغافورة والعلم والنشيد الوطني لتنظيم استخدام وعرض أسلحة الدولة وعلم الدولة وأداء النشيد الوطني. وعند تقديم الاقتراح إلى الجمعية التشريعية السنغافورية في 11 نوفمبر عام 1959 ذكر وزير الثقافة سيناسمبي راجاراتنام: «إن الأعلام الوطنية، والشارة والنشيد تعبير رمزي عن الآمال والمثل العليا للشعب... وبالنسبة لأي شعب حيازة علم وطني وشارة هي رمز احترامه لذاته».

في سبتمبر 1962، صوت شعب سنغافورة للانضمام إلى اتحاد ماليزيا. وانتهت هذه العملية يوم 16 سبتمبر عام 1963، عندما رفع رئيس الوزراء لي كوان يو العلم الماليزي في سنغافورة. وقد أُعيد علم سنغافورة علي أنه علم وطني عندما أصبحت سنغافورة مستقلة تمامًا من ماليزيا يوم 9 أغسطس 1965.

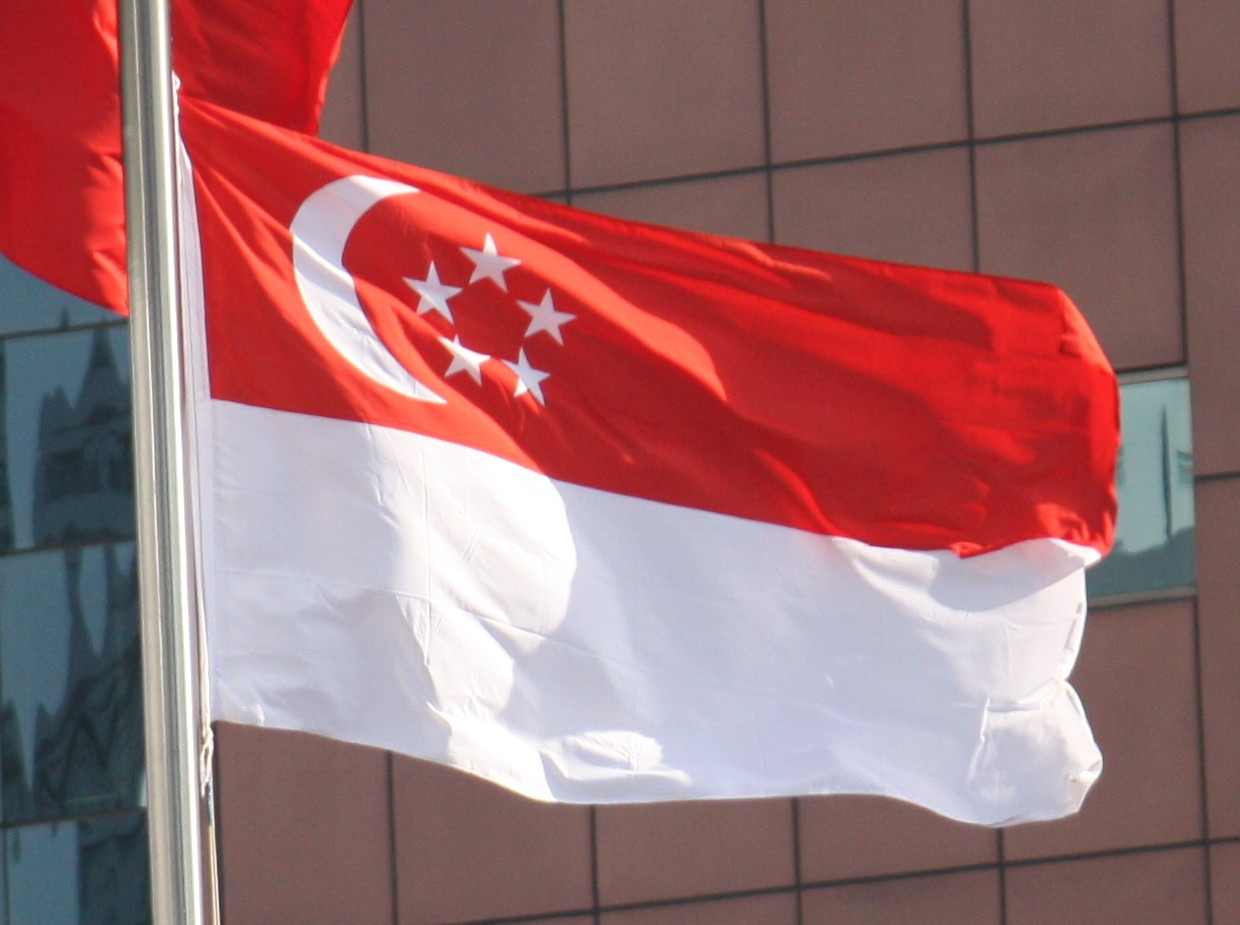
العلم الوطني

علم مستعمرات المضيق من 1874 إلى 1925
علم مستعمرات المضيق من 1925 إلى 1946
علم مستعمرة سنغافورة من 1946 إلى 1952
علم مستعمرة سنغافورة من 1952 إلى 1959

## اللوائح والإرشادات

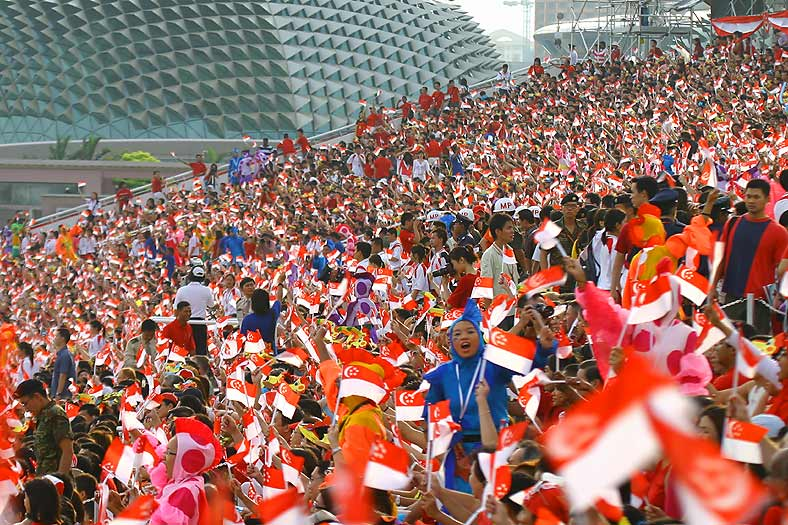
الجماهير تحمل الأعلام الوطنية عام 2007 في موكب اليوم الوطني

وحتي عام 2004 استُخدم العلم بشكل حصري علي المباني المملوكة للحكومة أو أمامها والوزارات والمجالس التشريعية والمؤسسات التعليمية علي مدار السنة. ويمكن أن يرفع الأفراد والمنظمات غير الحكومية العلم خلال شهر أغسطس للاحتفال باليوم الوطني للبلاد يوم 9 أغسطس. وخلال فترة احتفالات العيد الوطني (1 يوليو - 30 سبتمبر)، تكون هناك تخفبفات في القواعد التي تنظم رفع العلم الوطني من خارج المباني. كما يمكن أيضًا أن يُرفع العلم علي أي مركبة (عدا عربة الموتي) أو سفينة أو طائرة ويمكن دمجه كجزء من أي زي أو ملابس، ما دام ذلك يتم بطريقة محترمة.
خُففت هذه القيود على الأفراد والمنظمات غير الحكومية في عام 2004 حتي تُتيح أن يكون العلم مرفوعًا علي مدار العام في ظل ظروف معينة.وصرح بيان صادر عن وزارة الإعلام والاتصالات والفنون «إن العلم الوطني والنشيد الوطني وشعار النبالة رأس الأسد هم أكثر رموز سيادتنا وعزتنا وشرفنا ظهورًا» وحث شعب سنغافورة علي استخدام تلك الرموز «الحاشدة» التي «تٌميز أمتنا».
لم يتم تقديم أي أسباب جوهرية للتغييرات على الرغم من أن مراسلي شبكة بي بي سي الإخبارية أشاروا إلى أن الحكومة في الآونة الأخيرة تحاول حشد المشاعر الوطنية التي أضعفتها القضايا الاقتصادية.وقد أثرت نسب البطالة في سنغافورة التي وصلت أعلى مستوى لها في 17 عاماوالتي بلغت 5.9٪، ومتلازمة الالتهاب الرئوي الحاد (سارس) تأثيرا خطيرًا في شرق آسيا علي المجال السياحي للجزيرة مما تسبب في خسارة مالية للخطوط الجوية السنغافورية لأول مرة في تاريخها.

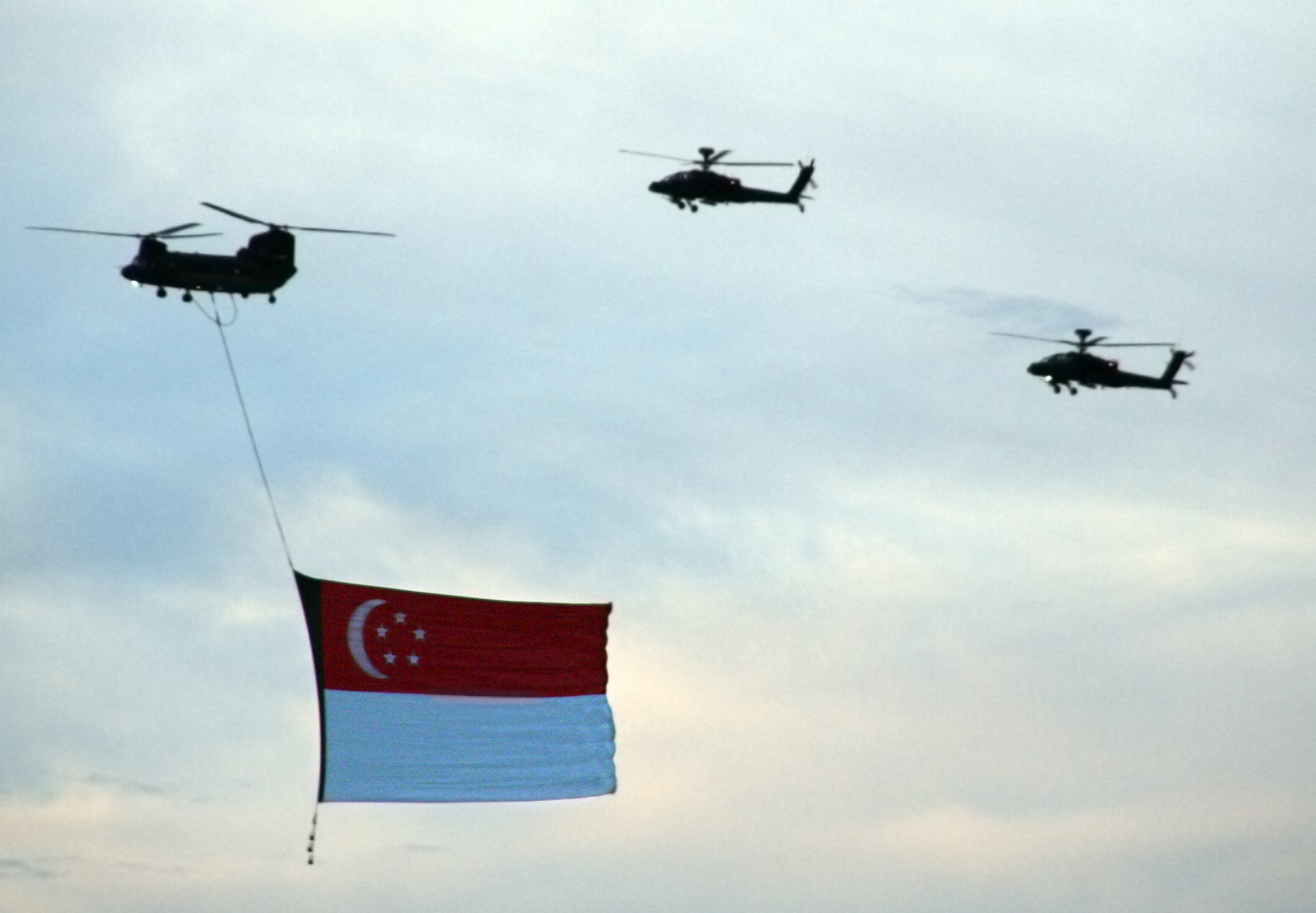
علم سنغافورة عملاق معلق من طائرة هليكوبتر من طراز شينوك CH-47 وبرفقة أخرتين من طراز بوينغ AH-64D لونغ بو أباتشي خلال بروفة موكب اليوم الوطني 29 يوليو عام 2006.

بناء على طلبات من السنغافوريين، فإن المبادئ التوجيهية المتعلقة باستخدام العلم ستوسع في عام 2006 لإعطاء السكان العديد من الفرص للتعبير عن ولائهم لسنغافورة أثناء احتفالات العيد الوطني مثل موكب اليوم الوطني.كما سمحت لهم وزارة الإعلام والاتصالات والفنون بعرض العلم على المركبات وعلى أنفسهم أو ممتلكاتهم مع حد أدنى من القيود، لفترة تجريبية مدتها من منتصف يوليو إلى نهاية أغسطس. ومُددت هذه الفترة في عام 2007 إلى ثلاثة أشهر من شهر يوليو إلى شهر سبتمبر.
و يجوز للمواطنين السنغافورين والمؤسسات الحكومية وغير الحكومية بعرض العلم الوطني أو رفعه علي مدار العام لترسيخ قوميتهم وخاصة يتم تشجيعهم علي تنفيذ ذلك خلال مناسبات الاحتفال الوطني أو ذات أهمية وطنية. ويُسمح أيضًا للشركات والمنظمات غير السنغافورية بعرض العلم على مدار السنة. يخضع استخدام العلم وعرضه ووفقًا للجزء الثالث من نظم أسلحة سنغافورة والعلم والنشيد الوطني المنصوصة بمقتضي قانون أسلحة سنغافورة والعلم والنشيد الوطني. ومن يتعمد مخالفة هذه الأحكام المحددة لنظم أسلحة سنغافورة والعلم والنشيد الوطني فتكون عقوبته غرامة لا تتجاوز S$1,000.
وتملي الحكومة السنغافورية بإنه لا يجوز لأي شخص أن يعامل العلم الوطني دون الاحترام، فلا يجوز أن يلمس العلم الأرض. يجب ألا يُرفع العلم الوطني أدني من أي علم أخر أو شعار أو شئ ; أو يُنكس لتحية شخصًا ما أو شيئًا ; أو يُحمل ويُعرض مسطحًا أو أفقيًا، ولكن دائمًا عاليًا وحرًا.
ويكون للعلم الوطني لدولة سنغافورة الأسبقية على سائر الأعلام الأخرى حين يتم رفعه في دولة سنغافورة طبقًا للممارسات الدولية. يجب دائماً رفع العلم الوطني لدولة سنغافورة في مكان الشرف، وفي حالة رفع أعلام أخرى إلى جانبه يجب أن يُرفع العلم في وضع أعلي منهم إما رفع الأعلام علي نفس المستوي ارتفاع
وينبغي أن يكون العلم الوطني على يسار الأعلام الأخرى والمشاهد في مواجهة العلم. حين يُرفع العلم أو يُحمل في موكب مع أعلام أخرى يجب أن يكون في مقدمة هذه الأعلام أو علي يمين حاملين العلم إذا حُملت الأعلام جنبًا إلى جنب (أي علي يسار الناظر). وينبغي علي حامل العلم أن يرفع العلم عاليًا علي كتفه الأيمن.
إذا وضع العلم بجوار متكلم في ندوة أو على منصة العرض فيجب أن يوضع أمامه أو خلفه، ويجب أن يكون في وضعية أعلي من كل الأوسمة.وإذا وضع العلم علي منصة فيجب أن تُوضع على يمين المتحدث. وأخيرا، عند تعليق العلم، فإنه يجب أن يكون معلق على الحائط عموديًا أو غيرها من سطح مستو عمودي، ووضع رمزي الهلال والنجوم في الناحية اليسري العلوية ليراها أي مشاهد في مواجهة العلم والجدار أو السطح.

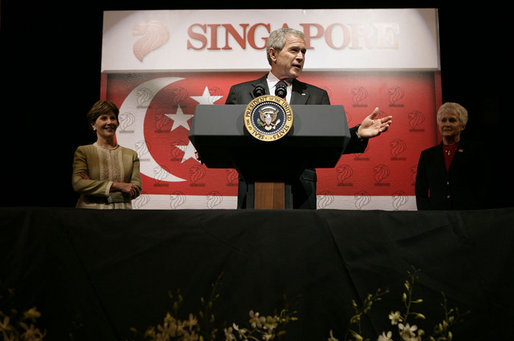
رئيس الولايات المتحدة جورج دبليو بوش يخاطب موظفي السفارة الاميركية في سنغافورة في 16 نوفمبر 2006. والعلم الوطني ورائه مطمسة معالمه برمز الأسد عدة مرات.

عندما يُعرض العلم خارج المبنى، يجب أن يُرفع عليه أو أمامه فقط علي سارية. وإذا رُفع العلم ليلًا فينبغي أن يُوضع في مكان منير بشكل صحيح.
يجب ألا يتم عرض العلم على أي سيارة فيما عدا سيارة رئيس سنغافورة أو أي وزير تسير أعمال رسمية في الحكومة. ولا يجوز رفع العلم على أي سفينة أو طائرة خاصة. لا يجوز لأي شخص استخدام العلم أو أي صورة منه لأية أغراض تجارية أو كجزء من أي تأثيث أو ديكور، أو إضافة صوره علي المواد البلاستيكية إلا في هذه مثل هذه الحالات فقط طبقًا لما صدقت عليه وزارة الإعلام والاتصالات والفنون حيث عدم احترام العلم. وعلاوة علي ذلك من غير المسموح به استخدام العلم الوطني لغرض يُخالف استخدامَه الأصلي، أو إضافة أية عبارات أو صور أو تصاميم عليه. ولا يجوز استخدام صورة العلم أو أي جزء منها علي أي جزء من الأزياء أو الملابس.

## تصميم

تصميم العلم

تحدد نظم أسلحة دولة سنغافورة والعلم والنشيد الوطني تكوين العلم ورموز عناصره: اللون الأحمر يرمز إلى «الأخوة والمساواة بين الناس»، واللون الأبيض يرمز إلى «النقاء والفضيلة».أما الهلال فيرمز إلى أمة شابة وفتيَّة بينما النجوم الخمسة ترمز إلى المثل العليا الخمسة وهي الديمقراطية، السلام، التقدم، العدالة والمساواة. وخلال النصف الثاني من القرن العشرين، أصبح رمز النجمة والهلال بمثابة رمزاً للإسلام وبالتالي نظر الناشطون المسلمون إلى العلم من خلال هذا السياق.
يبلغ ارتفاع العلم وحدتين وعرضه ثلاث وحدات. ومن أجل تصنيع الأعلام، ذكرت حكومة سنغافورة أن الدهان المستخدم في عمل ظلال اللون الأحمر في العلم هو من نوع بانتون 032. ووفقا للمبادئ التوجيهية الصادرة عن وزارة الإعلام والاتصالات والفنون، فإن العلم يمكن إنتاجه في أي حجم وعرضه في جميع الأوقات، ولكن يجب أن يكون بالنسب والألوان المحددة له.
وتوصي وزارة الإعلام والاتصالات والفنون بأن تكون أحجام العلم كالتالي: 915 في 1.370 ملم (تقريبًا 36 في 54 بوصة) و1.220 في 1.830 ملم (تقريبًا 48 في 72 بوصة) و1.830 في 2.740 ملم (تقريبًا 72 في 108 بوصة).كما يوصي أيضًا أن يستخدم قماش الصوف من أجل صناعة الأعلام الوطنية.
| النموذج      | أحمر      | أبيض        |
| ------------ | --------- | ----------- |
| سي إم واي بي | 0-84-77-6 | 0-0-0-0     |
| ألوان الويب  | #CF142B   | #FFFFFF     |
| آر جي بي     | 207-20-43 | 255-255-255 |